# Sv. Augustina trava
Sv. Augustina trava (trava sv. Augustina, portugalska trava, lat. Stenotaphrum secundatum ), vrsta trave iz roda stenotafrum, porodica Poaceae, raširena danas po mnogim krajevima svijeta, uključujući obje Amerike, Afriku, Australiju i dijelove Europe. Često se uzgaja kao sobna ukrasna biljka. 
Biljka nema vrijeme mirovanja pa joj kod uzgoja, i zimi treba dosta vode.